# 鐵佛寺崖墓群
鐵佛寺崖墓群位於四川省資陽市安岳縣，文物遺址年代判定為東漢。2007年6月1日公佈為四川省第七批文物保護單位。2013年3月5日列為第七批全國重點文物保護單位。